# Exostema caribaeum
Exostema caribaeum är en måreväxtart som först beskrevs av Nikolaus Joseph von Jacquin, och fick sitt nu gällande namn av Schult.. Exostema caribaeum ingår i släktet Exostema och familjen måreväxter. Inga underarter finns listade i Catalogue of Life.